# Barbara Dorsch
Barbara Dorsch (* 29. Oktober 1955 in Passau) ist eine niederbayerische Kabarettistin, Schauspielerin und Musikerin.

## Leben
Nach dem Abitur am Europäischen Gymnasium Leopoldinum Passau studierte Barbara Dorsch ein halbes Jahr am Augsburger Mozart-Konservatorium. 1972 schloss sie sich als Sängerin der dritten Formation der Passauer Protestsängergruppe Bavarian City Preachers mit Jürgen Hellwing und Bruno Jonas an.
1982 debütierte Barbara Dorsch als Sängerin mit Elmar Raida im Scharfrichterhaus in Passau, wo sie mit ihm seitdem auftrat. Gemeinsam mit Gerlinde Feicht bildete Dorsch das Duo Passauer Saudiandln, bei dem Dorsch sang und Feicht Akkordeon spielte. Sie traten auf bayerischen Kleinkunstbühnen auf, auch zusammen mit Raida, und interpretieren mundartliche bayerische Volksmusik, französische Chansons, italienische Balladen und englische Jazzstandards. Mit Gerlinde Feicht u. a. gestaltete Barbara Dorsch auch musikalisch-literarische Collagen mit Werken von bayerischen Dichterinnen wie Emerenz Meier und Lena Christ. Im Scharfrichterhaus kam 1996 mit Barbara Dorsch und Manfred Kempinger die erste eigene Kabarettproduktion unter dem Titel „Absurdium des Passauer-Kulturverständnisses“ heraus in der Regie von Sigi Zimmerschied.
Dorsch spielte Nebenrollen in mehreren Filmproduktionen. 1985 verkörperte sie in dem Fernsehspiel Der Traum der Schwestern Pechstein von Nina Grosse die Haushälterin ‚Barbara‘. 1994 übernahm sie die Rolle der Ehefrau des Protagonisten in Sigi Zimmerschieds Kabarettfilm Schartl. Neben Zimmerschmied wirkte sie in weiteren Spielfilmproduktionen mit wie 2021 im siebten „Eberhoferkrimi“ Kaiserschmarrndrama und in der Satire Weißbier im Blut.
Von September 2011 bis April 2016 war Barbara Dorsch in der Hörfunk-Sendung Betthupferl des Bayerischen Rundfunks als „Passauer Donaunixerl“ zu hören im Wechsel mit sechs weiteren Sprechern unterschiedlicher bayerischer Dialekte.

## Auszeichnungen
- 2007: Musikpreis der Stiftung Europäisches Haus – Konzerthaus Passau zusammen mit Gerlinde Feicht für die „Passauer Saudiandln“.[11]